# 4078 Polakis
4078 Polakis eller 1983 AC är en asteroid i huvudbältet som upptäcktes den 9 januari 1983 av den amerikanske astronomen Brian A. Skiff vid Anderson Mesa Station. Den är uppkallad efter en vän till upptäckaren, Thomas A. Polakis.
Asteroiden har en diameter på ungefär 19 kilometer och den tillhör asteroidgruppen Eos.